# جرد ناخن‌زرد
جرد ناخن‌زرد (نام علمی: Meriones crassus) نام یک گونه از زیرخانواده جربیل است.